# Jupiters trojaner
| Jupiters trojaner Hilda-asteroiderna | Asteroidbältet Planetbanorna |

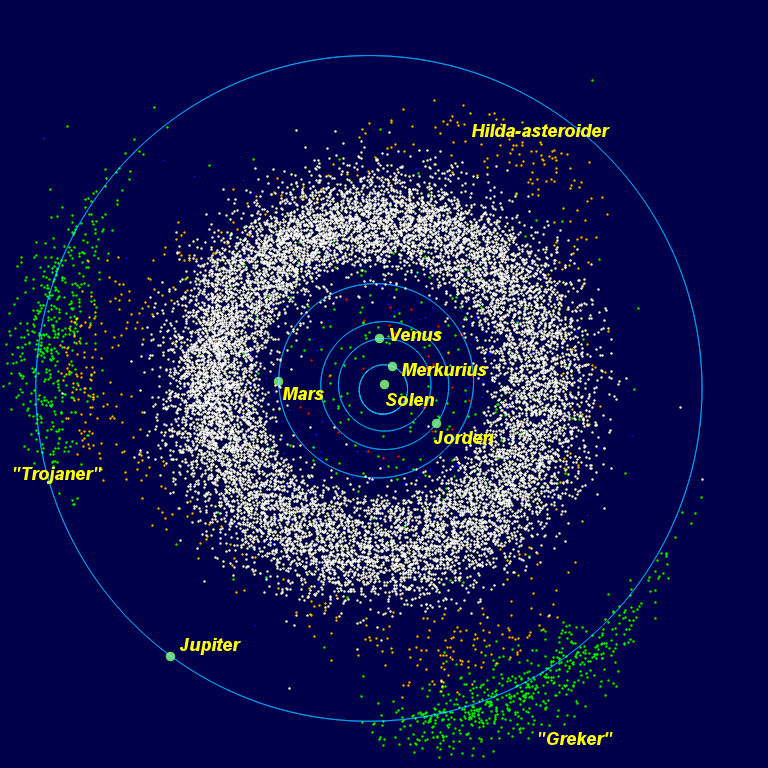
Diagram som visar Jupitertrojanerna i grönt i förhållande till asteroidbältet mellan Mars och Jupiter och Hilda-asteroiderna. Trojanerna är fördelade på två grupper, ”det grekiska lägret” före och ”det trojanska lägret” efter Jupiter.

Jupiters trojaner är två grupper av asteroider i planeten Jupiters omloppsbana vid dess lagrangepunkter, L4 som ligger 60 grader före, och L5 som ligger 60 grader efter planeten själv. Bara i L4 beräknas att det finns 160 000 objekt som är större än 1 km i diameter.
Asteroiderna är uppkallade efter personer i Iliaden. Konventionen är att asteroiderna i L4 har namn efter de grekiska hjältarna och L5 efter de trojanska, men det finns två avvikelser - 617 Patroclus (efter greken Patroklos) ligger i L5 medan 624 Hektor (efter trojanen Hektor) ligger i L4. Avvikelserna beror på att dessa asteroider fick sina namn i ett tidigt skede, innan konventionen hade bestämts.

## Historik
Den första observationen av en trojan gjordes av E. E. Barnard 1904. Det var asteroiden 12126 Chersidamas. Barnard trodde emellertid att han observerade den nyligen upptäckta Saturnusmånen Phoebe som vid tillfället bara var två bågsekunder från asteroiden. Att det var frågan om en jupitertrojan upptäcktes inte förrän 1999, när objektets bana beräknades.
I december 2010 hade 2945 trojaner upptäckts i Jupiters L4 och 1734 trojaner i Jupiters L5. Den största av dessa är Jupiters trojan 624 Hektor, som mäter 370 x 195 km.
Trojanerna har gett namn åt det allmänna fenomenet trojanska asteroider för asteroider i lagrangepunkter.
Det misstänks att många av trojanerna fångades upp av Jupiter-Solen-systemets lagrangepunkter under gasjättarnas vandring för 3,9 miljarder år sedan. Detta scenario föreslogs av A. Morbidelli med kollegor i en serie artiklar publicerade i majnumret 2005 av tidskriften Nature.

## Tidigt upptäckta trojaner
Dessa jupitertrojaner var de först upptäckta, bortsett från Barnards upptäckt 1904, och därmed de trojaner som har lägst asteroidnummer. De upptäcktes mellan 1906 och 1971.

- 588 Achilles
- 617 Patroclus
- 624 Hektor
- 659 Nestor
- 884 Priamus
- 911 Agamemnon
- 1143 Odysseus
- 1172 Aneas
- 1173 Anchises
- 1208 Troilus
- 1404 Ajax
- 1437 Diomedes
- 1583 Antilochus
- 1647 Menelaus
- 1749 Telamon
- 1867 Deiphobus
- 1868 Thersites
- 1869 Philoctetes
- 1870 Glaukos
- 1871 Astyanax
- 1872 Helenos
- 1873 Agenor